# Опознавательные знаки военной авиации США
Опознавательные знаки ВВС ВС США — символы, наносимые на крылья, борта и вертикальное оперение самолётов, вертолётов и других летательных аппаратов, принадлежащих Военно-воздушным силам ВС США.

## История

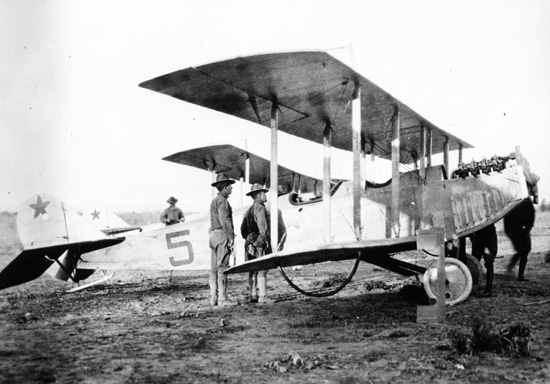
Самолёт Curtiss JN-4 во время Мексиканской экспедиции

Первым знаком отличия военной авиации США стала пятиконечная звезда, которая наносилась на аэропланы, принимавшие участие в экспедиции 1916 года против войск мексиканских повстанцев под предводительством Панчо Вильи — Экспедиция Панчо Вильи. Звезда изображалась только на вертикальном оперении, синего или красного (наиболее часто используемый) цвета.
Во время Первой мировой войны, до 8 февраля 1918 года, в качестве символа использовалась белая звезда в синем круглом поле с красным кругом в центре звезды. Круглый знак-триколор начал использоваться с 8 февраля 1918 года для унификации с символами самолётов союзников, использующих такого типа знак, но в разных комбинациях цветов. Порядок следования цветов ВВС США совпадал с символом Российского императорского военно-воздушного флота, но имел другую геометрию (у российских ВВС центральный белый круг был бо́льшего размера):

Знак США
Знак России

После окончания войны ВВС ВС США вернулись к довоенной символике с несколько изменённым оттенком синего и красного цветов, используемой по 6 мая 1942 года. В первые месяцы после нападения на Пёрл-Харбор решили, что красный круг в центре может быть издалека ошибочно принят за японский знак, и в мае 1942 года он был ликвидирован. На действующих самолётах круг был просто закрашен белым. Однако после этого шага ситуация с «дружественным огнём» не сильно изменилась в лучшую сторону, и летом 1943 года в США было принято решение добавить к кругу боковые «крылья», знак при этом сохранил двухцветный вид — синий на белом.
После Второй мировой войны, в январе 1947 года, в боковых частях знака были добавлены красные полосы, что символизировало три цвета американского флага. С принятием Конгрессом США закона «О национальной безопасности» в 1947 году, наименование ВВС США изменилось с United States Army Air Forces на  United States Air Force. По настоящее время вид опознавательного знака Военно-воздушных сил США не изменился, только претерпевал некоторые цветовые модификации для различного типа самолётов. Например, «невидимый» F-117 получил белый знак на своём тёмном корпусе.

### Эволюция опознавательного знака
За некоторыми несущественными исключениями, опознавательные знаки ВВС США претерпели следующие изменения:
| Знак | Введён          | Комментарии                                                                                              |
| ---- | --------------- | --- |
|      | 19 марта 1916   | Первый национальный знак американских военных самолетов; использовался во время Мексиканской экспедиции. |
|      | 17 мая 1917     | Введён во время Первой мировой войны, соответствовал цветам флага США.                                   |
|      | 8 февраля 1918  | Введён во время Первой мировой войны для унификации со знаками ВВС союзников.                            |
|      | 19 августа 1919 | Возврат к довоенному знаку с изменённым оттенком синего и красного цветов.                               |
|      | 6 мая 1942      | Красный круг в центре звезды удалён для устранения путаницы с японским знаком.                           |
|      | 31 июля 1943    | Добавлены боковые горизонтальные полосы («крылья»).                                                      |
|      | 14 января 1947  | Добавлены красные полосы в соответствии с цветами флага США.                                             |
|      | 1973            | Специальный знак для самолётов типа F-15.                                                                |
|      | 1970-е          | Знак на самолётах низкой видимости.                                                                      |
|      | 1980-е          | Альтернативная символика для самолётов низкой видимости.                                                 |
|      | 1980-е          | Символика, используемая на самолёте стелс-технологии F-117.                                              |